# 79-й меридіан західної довготи
79-й меридіан західної довготи — лінія довготи, що лежить на 79 градусів західніше Гринвіцького меридіана. Вона проходить від Північного полюса через Північний Льодовитий океан, Північну Америку, Атлантичний океан, Центральну Америку, Південну Америку, Тихий океан, Південний океан та Антарктиду до Південного полюса.
79-й меридіан західної довготи формує велике коло разом із 101-шим меридіаном східної довготи.

## Список географічних об'єктів, що перетинає 79° зх. д.
Починаючи на Північному полюсі та рухаючись до Південного полюса, 79-й меридіан західної довготи проходить через:
| Координати                                                 | Країна, територія або море | Примітки |
| ---------------------------------------------------------- | -------------------------- | --- |
| 90°0′ пн. ш. 79°0′ зх. д. / 90.000° пн. ш. 79.000° зх. д.  | Північний Льодовитий океан | |
| 82°52′ пн. ш. 79°0′ зх. д. / 82.867° пн. ш. 79.000° зх. д. | Канада                     | Нунавут — проходить через острів Елсмір |
| 76°25′ пн. ш. 79°0′ зх. д. / 76.417° пн. ш. 79.000° зх. д. | Протока Глейшер[en]        | |
| 76°7′ пн. ш. 79°0′ зх. д. / 76.117° пн. ш. 79.000° зх. д.  | Канада                     | Нунавут — проходить через острів Кобург[en] |
| 75°50′ пн. ш. 79°0′ зх. д. / 75.833° пн. ш. 79.000° зх. д. | Море Баффіна               | |
| 73°38′ пн. ш. 79°0′ зх. д. / 73.633° пн. ш. 79.000° зх. д. | Канада                     | Нунавут — проходить через острів Байлот |
| 72°46′ пн. ш. 79°0′ зх. д. / 72.767° пн. ш. 79.000° зх. д. | Затока Тасіуяк[en]         | |
| 72°26′ пн. ш. 79°0′ зх. д. / 72.433° пн. ш. 79.000° зх. д. | Канада                     | Нунавут — проходить через острови Кіміввік[en], Муміксаа[en] та Баффінову Землю |
| 69°53′ пн. ш. 79°0′ зх. д. / 69.883° пн. ш. 79.000° зх. д. | Затока Фокс                | Проходить західніше острова Кох[en], Нунавут, Канада |
| 69°7′ пн. ш. 79°0′ зх. д. / 69.117° пн. ш. 79.000° зх. д.  | Канада                     | Нунавут — проходить через острів Роулі[en] |
| 68°54′ пн. ш. 79°0′ зх. д. / 68.900° пн. ш. 79.000° зх. д. | Затока Фокс                | Проходить західніше острова Північний Спайсер[en], Нунавут, Канада |
| 68°22′ пн. ш. 79°0′ зх. д. / 68.367° пн. ш. 79.000° зх. д. | Канада                     | Нунавут — проходить через острів Південний Спайсер[en] |
| 68°11′ пн. ш. 79°0′ зх. д. / 68.183° пн. ш. 79.000° зх. д. | Затока Фокс                | |
| 65°30′ пн. ш. 79°0′ зх. д. / 65.500° пн. ш. 79.000° зх. д. | Протока Фокс               | |
| 62°42′ пн. ш. 79°0′ зх. д. / 62.700° пн. ш. 79.000° зх. д. | Гудзонова затока           | Проходить західніше острова Елсі[en], Нунавут, Канада |
| 56°25′ пн. ш. 79°0′ зх. д. / 56.417° пн. ш. 79.000° зх. д. | Канада                     | Нунавут — проходить через острови Флаерті[en] та Іннеталлінг[en] |
| 55°59′ пн. ш. 79°0′ зх. д. / 55.983° пн. ш. 79.000° зх. д. | Гудзонова затока           | Проходить східніше острова Лонг[en], Нунавут, Канада |
| 54°50′ пн. ш. 79°0′ зх. д. / 54.833° пн. ш. 79.000° зх. д. | Канада                     | Квебек |
| 53°24′ пн. ш. 79°0′ зх. д. / 53.400° пн. ш. 79.000° зх. д. | Затока Джеймс              | Проходить західніше Васкаганіша[en] |
| 51°47′ пн. ш. 79°0′ зх. д. / 51.783° пн. ш. 79.000° зх. д. | Канада                     | Квебек Онтаріо |
| 43°49′ пн. ш. 79°0′ зх. д. / 43.817° пн. ш. 79.000° зх. д. | Озеро Онтаріо              | |
| 43°16′ пн. ш. 79°0′ зх. д. / 43.267° пн. ш. 79.000° зх. д. | США                        | Нью-Йорк — проходить східніше Ніагарського водоспаду та західніше Локпорта |
| 42°58′ пн. ш. 79°0′ зх. д. / 42.967° пн. ш. 79.000° зх. д. | Канада                     | Онтаріо |
| 42°52′ пн. ш. 79°0′ зх. д. / 42.867° пн. ш. 79.000° зх. д. | Озеро Ері                  | |
| 42°42′ пн. ш. 79°0′ зх. д. / 42.700° пн. ш. 79.000° зх. д. | США                        | Нью-Йорк — проходить через Гран-Айленд Пенсільванія Меріленд Західна Вірджинія Вірджинія — проходить східніше Стонтона Північна Кароліна — проходить західніше Дарема Південна Кароліна |
| 33°34′ пн. ш. 79°0′ зх. д. / 33.567° пн. ш. 79.000° зх. д. | Атлантичний океан          | Проходить західніше острова Великий Багама, Багамські Острови |
| 22°40′ пн. ш. 79°0′ зх. д. / 22.667° пн. ш. 79.000° зх. д. | Куба                       | Проходить через острови Кайо-Санта-Марія[en] і Куба |
| 21°36′ пн. ш. 79°0′ зх. д. / 21.600° пн. ш. 79.000° зх. д. | Карибське море             | |
| 20°53′ пн. ш. 79°0′ зх. д. / 20.883° пн. ш. 79.000° зх. д. | Куба                       | Проходить через острови Кайос-де-лас-Доче-Легуас (Хардінес-де-ла-Рейна) |
| 20°51′ пн. ш. 79°0′ зх. д. / 20.850° пн. ш. 79.000° зх. д. | Карибське море             | |
| 9°34′ пн. ш. 79°0′ зх. д. / 9.567° пн. ш. 79.000° зх. д.   | Панама                     | |
| 8°57′ пн. ш. 79°0′ зх. д. / 8.950° пн. ш. 79.000° зх. д.   | Тихий океан                | Панамська затока |
| 8°28′ пн. ш. 79°0′ зх. д. / 8.467° пн. ш. 79.000° зх. д.   | Панама                     | Проходить через Перлові острови[en] |
| 8°27′ пн. ш. 79°0′ зх. д. / 8.450° пн. ш. 79.000° зх. д.   | Тихий океан                | |
| 1°41′ пн. ш. 79°0′ зх. д. / 1.683° пн. ш. 79.000° зх. д.   | Колумбія                   | Проходить через найзахіднішу точку країни |
| 1°35′ пн. ш. 79°0′ зх. д. / 1.583° пн. ш. 79.000° зх. д.   | Тихий океан                | Затока Анкон-де-Сардінас[es] |
| 1°14′ пн. ш. 79°0′ зх. д. / 1.233° пн. ш. 79.000° зх. д.   | Еквадор                    | |
| 4°59′ пд. ш. 79°0′ зх. д. / 4.983° пд. ш. 79.000° зх. д.   | Перу                       | |
| 8°13′ пд. ш. 79°0′ зх. д. / 8.217° пд. ш. 79.000° зх. д.   | Тихий океан                | |
| 33°40′ пд. ш. 79°0′ зх. д. / 33.667° пд. ш. 79.000° зх. д. | Чилі                       | Проходить через острови Робінзона Крузо та Санта-Клара[en] |
| 33°42′ пд. ш. 79°0′ зх. д. / 33.700° пд. ш. 79.000° зх. д. | Тихий океан                | |
| 60°0′ пд. ш. 79°0′ зх. д. / 60.000° пд. ш. 79.000° зх. д.  | Південний океан            | |
| 72°57′ пд. ш. 79°0′ зх. д. / 72.950° пд. ш. 79.000° зх. д. | Антарктида                 | Проходить через Чилійську Антарктику (претендує Чилі) та Британську Антарктичну Територію (претендує Велика Британія)                                                                   |